# Heteropoda hosei
Heteropoda hosei este o specie de păianjeni din genul Heteropoda, familia Sparassidae, descrisă de Pocock, 1897. Conform Catalogue of Life specia Heteropoda hosei nu are subspecii cunoscute.